# Roussillon, Isère
Roussillon là một xã thuộc tỉnh Isère trong vùng Rhône-Alpes đông nam nước Pháp. Xã này có diện tích 11,62 km2. Theo điều tra dân số năm 2006 của INSEE có dân số là 8047 người.